# Église Sainte-Marie de Tomsk
L'église Sainte-Marie de Tomsk (Церковь Святой Марии) est une église luthérienne située à Tomsk en Russie. Elle dépend de la prévôté de Sibérie orientale de l'Église luthérienne évangélique de l'Oural, de la Sibérie et de l'Extrême-Orient russe.

## Existence d'une église luthérienne depuis 1856
La première église luthérienne de Tomsk se trouvait à l'emplacement du jardin municipal non loin de la maison du gouverneur (aujourd'hui maison des Savants). L'église met des années à être construite sur les fonds de la communauté d'origine allemande de la ville: la première pierre est bénite à l'été 1856; mais les travaux sont freinés, elle n'est terminée qu'en 1864. L'allée menant à l'église est appelée à partir de 1908 ruelle des Luthériens à la demande du conseil municipal.

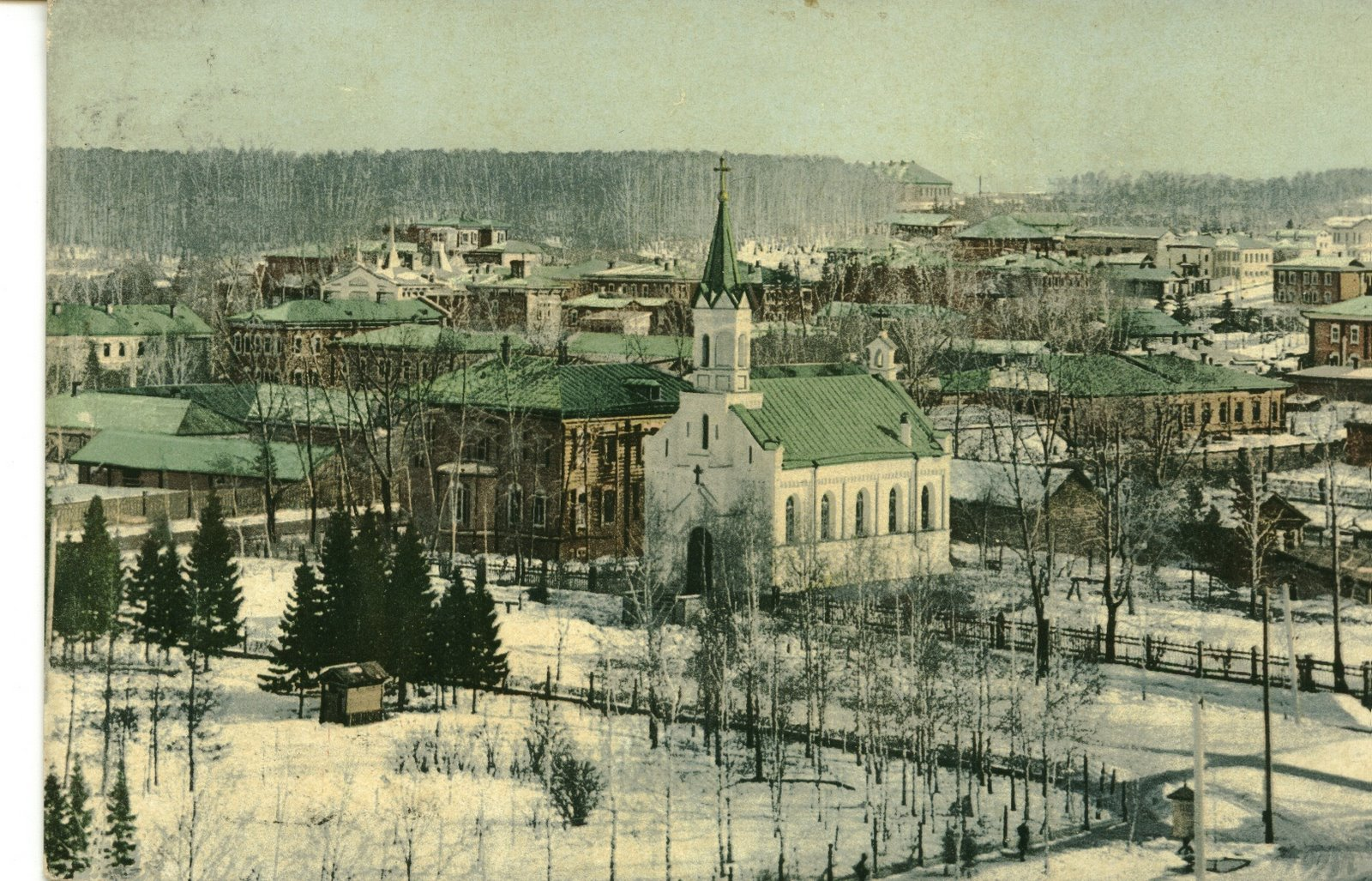
Première église luthérienne à la fin du XIXe siècle.

L'église est confisquée par les autorités bolchéviques en 1920; mais la communauté peut encore s'y réunir. En 1930, elle finit par être fermée au culte et devient un atelier de mécanique, puis un dépôt. Elle est laissée à l'abandon à partir de 1935 et démolie l'année suivante; mais la maison de bois du pasteur est conservée.

## Historique de l'église luthérienne de 2006
En 2006, année du sommet russo-allemand qui se tient à Tomsk; l'on construit en prévision de cet événement en deux mois un nouvel édifice au croisement de la rue Gogol et de la rue Kartachov au sud-ouet du jardin Bouffe. La chancelière Angela Merkel la visite dans le cadre du sommet, le 27 avril 2006,.
D'apparence la nouvelle église ressemble à l'ancienne, mais l'ancienne était en pierre et celle-ci en bois de pin. Sa hauteur est de 26 mètres avec la flèche.